# Trận Hattin
Trận Hattin diễn ra vào ngày thứ 7 mồng 4 tháng 7 năm 1187, giữa Vương quốc Thập tự Jerusalem và quân đội nhà Ayyub Ai Cập.
Quân đội Hồi giáo của Saladin đã bắt và giết lượng lớn quân Thập tự chinh. Kết quả trực tiếp của trận đánh, lực lượng Hồi giáo một lần nữa trở thành thế lực quân sự hùng mạnh nhất ở vùng Đất Thánh, tái chiếm Jerusalem và nhiều thành phố do quân Thập tự chinh kiểm soát. Thất bại này của quân Thiên Chúa giáo sẽ nhanh chóng tạo ra cuộc Thập tự chinh thứ ba diễn ra chỉ hai năm sau.

## Bối cảnh
Guy của Lusignan trở thành vua của Jerusalem năm 1186, để thay mặt vợ ông ta Sibylla, sau cái chết của con trai riêng của Sibylla là Baldwin V. Vương quốc Jerusalem là vào thời gian này bị chia rẽ giữa "phe Triều đình" của Guy, Sibylla, và những người có liên quan đến vương quốc như Raynald của Châtillon, cũng như Gerard của Ridefort, đại thống lĩnh của Hiệp sĩ dòng Đền và "phe quý tộc" dẫn đầu bởi Raymond III của Tripoli, người đã là nhiếp chính cho nhà vua trẻ Baldwin V và là người đã phản đối sự kế vị của Guy. Quá chán nản, Raymond của Tripoli chỉ còn cách ngồi nhìn những quý tộc trẻ tuổi của Jerusalem lăng xăng làm lễ cúi đầu trước nhà vua Guy và hoàng hậu Sibylla. Vị thủ lĩnh vĩ đại của xứ Tripoli quyết định phi ngựa theo chiều ngược lại, lên thung lũng sông Jordan để đến Tiberias. Tình hình rất căng thẳng và gần như sẽ nổ ra một cuộc chiến tranh giữa Raymond và Guy, người đã muốn bao vây Tiberias, một pháo đài được nắm giữ bởi Raymond qua cuộc hôn nhân với vợ ông ta Quận chúa Eschiva của Galilee. Chiến tranh đã được tránh khỏi thông qua sự hòa giải của Balian xứ Ibelin, một người ủng hộ Raymond.
Trong khi đó, các quốc gia Hồi giáo xung quanh vương quốc Jerusalem đã được thống nhất trong những thập kỷ 1170 và 1180 bởi Saladin. Saladin đã được bổ nhiệm làm tể tướng của triều đình Ai Cập trong năm 1169 và nhanh chóng cai trị đất nước với tư cách là sultan. Năm 1174, ông đã áp đặt sự cai trị của mình vào Damas, mở rộng quyền kiểm soát của mình đến tận Aleppo vào năm 1176 và Mosul vào năm 1183. Lần đầu tiên, Vương quốc Jerusalem bị bao quanh bởi một lãnh thổ thống nhất của người Hồi giáo dưới sự cai trị của một quân vương duy nhất. Quân Thập tự đã đánh bại Saladin ở Trận Montgisard trong năm 1177, và trong những năm đầu của thập kỷ 1180 hai bên đã có một thỏa thuận ngừng bắn mà nó vốn không làm thỏa mãn cả hai phe, rồi thỏa thuận này bị phá vỡ bởi các cuộc đột kích của Raynald vào các đoàn xe buôn Hồi giáo đi qua lãnh địa của ông ở Oultrejordain. Raynald lại còn đe dọa sẽ tấn công vào chính thánh địa Mecca của người Hồi giáo.
Khi Guy trở thành vua, Raymond đã thực hiện một thỏa thuận ngừng chiến riêng rẽ với Saladin và năm 1187 cho phép quốc vương Hồi giáo gửi một đội quân vào phía bắc của vương quốc Jerusalem. Đồng thời, lúc đó có một phái đoàn dẫn đầu bởi Balian xứ Ibelin nhân danh Guy đang đi qua khu vực này. Raymond khuyên Balian trú lại ở pháo đài ở Afula và đợi cho quân Hồi giáo đi đã nhưng Balian phớt lờ. Phái đoàn của Balian đã bị đánh bại tại trận Cresson vào tháng 1, bởi một lực lượng nhỏ dưới sự chỉ huy của Al-Afdal. Raymond ăn năn với tội lỗi của mình và đã tìm cách hòa giải với Guy, người lúc này đang tập hợp toàn bộ quân đội của vương quốc và tiến về phía Bắc để ứng chiến với Saladin.

## Cuộc vây hãm Tiberias
Cuối tháng 5, Saladin tập hợp đội quân lớn nhất mà ông từng chỉ huy, bao gồm 30.000 người trong đó có khoảng 12.000 kỵ binh chính quy. Ông tổng duyệt quân đội tại Tell-Ashtara trước khi vượt sông Jordan vào ngày 30 tháng 6. Còn Thập tự quân thù địch thì tù họp ở La Saphorie; bao gồm có khoảng 20.000 người, trong đó có 1.200 hiệp sĩ đến từ Jerusalem và 50 từ Antiochia. Mặc dù số binh sĩ nhỏ hơn nhiều so với đội quân của Saladin nhưng vẫn lớn hơn những đội quân Thập tự chinh ô hợp được tập hợp những lần trước đó. Sau khi hòa giải, Raymond và Guy đã gặp nhau ở Acre với số lượng lớn quân đội thập tự chinh. Theo một số nguồn tin châu Âu, đội quân này bao gồm 1.200 hiệp sĩ, một số lượng lớn kỵ binh hạng nhẹ và có lẽ có tới 10.000 lính bộ binh bao gồm cả lính bắn nỏ vốn được bổ sung từ các hạm đội thương đoàn của Ý cùng 4000 lính đánh thuê Turkopole với tiền thuê được tài trợ bởi vua Henry II của Anh. Cờ hiệu của đội là thánh tích Thập giá Đích thực được mang theo bởi giám mục của Acre, người đi thay cho Thượng phụ Heraclius ốm yếu.
Ngày 02 tháng 7, Saladin muốn dụ Guy di chuyển quân của ông ta ra khỏi Saffuriya nên đã tự mình dẫn đầu một cuộc bao vây của pháo đài Tiberias của Raymond, trong khi lực lượng chính của quân Hồi giáo thì ở lại Kafr Sabt. Các đơn vị đồn trú tại Tiberias tìm cách trả tiền cống nộp cho Saladin nhưng ông đã từ chối. Pháo đài bị thất thủ trong cùng ngày hôm đó, một tháp canh bị đào hầm và khi nó bị sụp, quân của Saladin xông vào và chỉ chém giết những người còn cố gắng chống cự, số còn lại thì bắt tù binh.
Vợ của Raymond là Eschiva cũng bị bao vây trong tòa thành này. Và khi việc đào hầm phá tường được bắt đầu, Saladin nhận được thông tin là Guy đã di quân đội người Frank của mình về phía Đông. Và thế là Thập tự quân đã bị mắc bẫy.
Quyết định của Guy rời khỏi hệ thống phòng thủ an toàn của ông cũng là kết quả của một cuộc họp của hội đồng chiến tranh của Thập tự quân được tổ chức vào đêm ngày 02 tháng 7. Mặc dù các báo cáo về những gì đã xảy ra tại cuộc họp này là bị ảnh hưởng bởi thành kiến do mối hận thù cá nhân giữa những người Frank, có vẻ như Raymond đã lập luận rằng một cuộc hành binh từ Acre để đến Tiberias chính xác là những gì mà Saladin mong muốn trong khi La Saphorie là một địa điểm kiên cố để cho quân Thập tự phòng thủ. Hơn nữa, Guy không nên lo lắng về Tiberias vì đây chỉ là một tài sản cá nhân của Raymond và sẵn sàng từ bỏ nó vì sự an toàn của vương quốc. Để đối phó với lập luận này, và mặc dù đã có sự hòa giải giữa họ (phe Triều đình mạnh hơn), Raymond đã bị buộc tội hèn nhát bởi Gerard và Raynald. Hai người kia đã gây ảnh hưởng vào Guy để ông này hạ lệnh tấn công ngay lập tức.
Do đó Guy ra lệnh khởi binh để tấn công vào Saladin ở Tiberias, đó thực sự là những gì mà Saladin đã lên kế hoạch, vì ông đã tính toán rằng đánh bại quân viễn chinh chỉ trong một trận trên chiến trường thì dễ dàng hơn là đào công sự bao vây thành của họ.

## Chỉ huy hai bên

### Quân đội Hồi giáo
Saladin được cả châu Âu công nhận rộng rãi là một người có đức tính mẫu mực và là một anh hùng. Gần đây có một số ý kiến trái ngược miêu tả ông ta như là một người đầy tham vọng, tàn nhẫn và là một nhà chính trị mưu mẹo và không phải là một chỉ huy thiên tài như vốn có. Thường thì sự thật vốn lẫn lộn nhiều thái cực song tất cả đều công nhận Saladin là con người vĩ đại nhất trong thế kỷ 12 tại vùng Trung Cận đông. Tổ tiên của Saladin, vương triều Ayyubid vốn có gốc là người Kurd, phục vụ dưới quyền Nur al Din, một người Thổ cai trị Syria và phía bắc Iraq. Bản thân Saladin cũng dc nuôi dưỡng và giáo dục về quân sự trong triều đình Thổ trong vương triều Ả rập ở Syria, dù ông ta khởi đầu sự nghiệp tại Ai Cập. Là người cai trị ông ta luông lắng nghe những lời khuyên, đặc biệt về những vấn đề chính trị và vận dụng vào bộ máy quân sự của mình. Các sử gia Hồi giáo tương đại luôn lý tưởng hóa Saladin, khắc họa nhân cách của ông như là một người có lòng vị tha, mộ đạo, yêu công lý, khoan dung và là một chiến binh dũng cảm. Họ có thể cường điệu quá mức không không thể nghi ngờ rằng Saladin gây nên một ấn tượng sâu sắc đối với những người xung quanh ông ta. Thậm chí ngay cả kẻ thù Kitô giáo cũng tin tưởng vào danh dự của Saladin.
Đối nghịch với những hình ảnh lãng mạn truyền thống thì Saladin hoàn toàn không phải là thủ lĩnh "ngây thơ" trong chiến tranh. Ông ta từng là sĩ quan tham mưu dưới trướng Nur al Din và đã trực tiếp tham dự vài trận đánh trước khi trở thành người thống trị Ai Cập vào năm 1169. Saladin không giữ chức vụ này về danh nghĩa đến năm 1171 thậm chí Ai Cập về lý thuyết vẫn là một phần trong vương quốc của Nur al Din đến sau khi ông ta chết năm 1173. Là thủ lĩnh quân sự, Saladin luôn có ý thích mạo hiểm và ông ta có sự thấu hiểu sâu sắc đối với các chiến lược rộng lớn. Bên cạnh đó ông ta cũng mắc phải vài sai lầm, ví dụ như ông ta đã để cho người La tin quây về cố thủ tại Týros (Sur) sau khi đã đại thắng ở trận Hattin.

### Thập tự quân

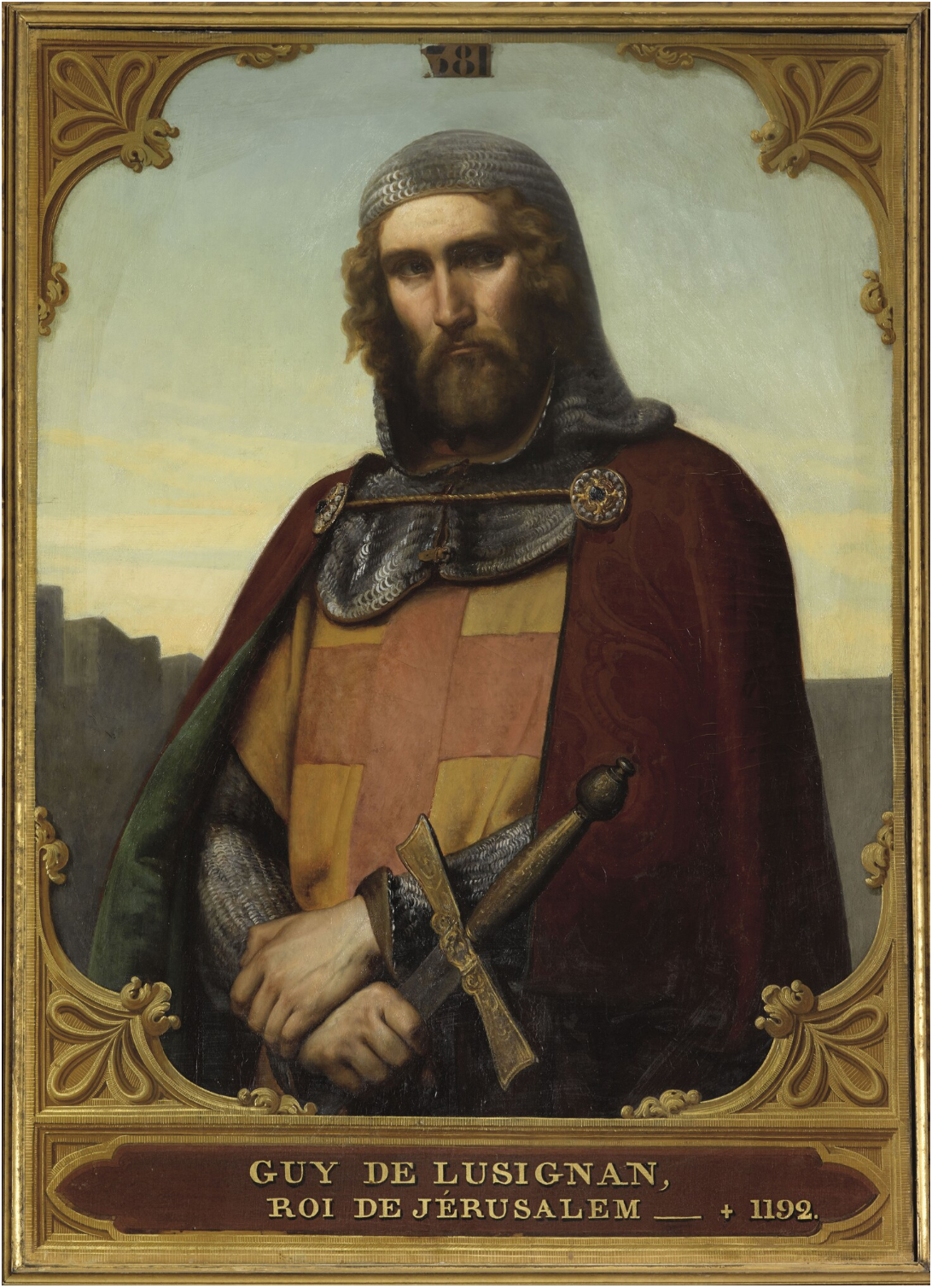
Vua Guy của Jerusalem

Hầu hết các nguồn sử liệu đều không ủng hộ Guy, vua của Jerusalem (1186-92), người đã đánh mất Jerusalem vào tay người Hồi giáo. Guy và những hiệp sĩ người Pháp của ông ta cũng không được ưa thích bởi các quý tộc La tin địa phương. Ông ta khá điển trai và chiếm được cảm tình của Nữ hoàng Sibylla của Jerusalem, dù vậy cũng không chắc rằng ông ta là người yếu đuối và nhẹ dạ như những gì các sử gia miêu tả. Vai trò của ông ta chỉ nổi bật sau trận Hattin. Các sử gia truyền thống vẫn khắc họa Guy là một bailli ("Quan nhiếp chính") thiếu năng lực suốt khủng hoảng năm 1183, không mấy giàu có cho đến khi ông ta trở thành vua. R.C. Smail, sử gia sau này công nhận vai trò của Guy khi đẩy lùi được Saladin vào 1183. Mặt khác ông ta quá phụ thuộc vào bạn bè, nhưng người thường xuyên tranh chấp với nhau và không có những lời khuyên khôn ngoan. Kết quả là vua Guy thường đổi ý bất chợt vào những thời điểm quyết định.
Điều hiển nhiên là cơ bản quyền lực của vua Guy không vững mạnh, cũng như các luật lệ của Jerusalem phản ánh thể chế của nên quân chủ phong kiến châu Âu hơn là các điều kiện thực tế của các tiểu bang La tin. Và ngay cả cách chỉ huy của Guy cũng nặng lý thuyết hơn thực tế, ông ta thường xuyên phải tham khảo ý kiến của các cận thần trước khi đưa ra quyết định. Sự hỗn loạn, oán giận, bất phục tùng lan tràn khắp vương quốc và Guy hiếm khi xiết chặt được kỷ luật. Mặt khác những quyết định cuối cùng và những chiến lược được Guy thông qua, ngay cả trong trận Hattin, đều theo kiểu những chiến thuật cũ vốn hiệu quả trong quá khứ.
Theo nhiều cách khác nhau thì Bá tước Raymond III xứ Tripoli là một nhân vật chứa đựng đầy bi kịch trong suốt chiến dịch Hattin. Có thể là lãnh đạo sáng suốt nhất của người la tin, ông ta luôn cố đạt được sự chung sống hòa bình với các láng giềng Hồi giáo. Ông ta cũng dc xem như nhà lãnh đạo quân sự có chiến lược tốt nhất trong số các lãnh đạo Ki tô giáo. Chịu kết cục nhục nhã như là một kẻ phản bội, người phải chịu trách nhiệm về thất bại của quân Ki tô trước Saladin, ông ta về vườn và chết trong đau khổ trong vài tháng sau biến cố đó.
Raymond trở thành Bá tước xứ Tripoli ở tuổi hai mươi sau khi cha ông ta bị chết dưới tay của Isma’ili "kẻ ám sát". Vào năm 1175 tài năng và kinh nghiệm giúp ông ta trở thành người thành đạo của các thủ lĩnh địa phương và là sự lựa chọn tự nhiên để cai trị Jerusalem nhân danh vị vua hủi đang hấp hối Baldwin IV. Trong vai trò này, Raymond chứng tỏ dc tính nhẫn nại, cẩn trong và khéo léo trong các thỏa hiệp với các phe phái trong vương quốc và các láng giềng. Các tính toán của Raymond cũng nhắm đến một tình huống sắp thay đổi, một khả năng thích nghi hiếm thấy trong bối cảnh Jerusalem lúc đó. Tám năm bị cầm tù ở Aleppo giúp ông ta có khả năng nói tiếng Ả rập lưu loát và có sự hiểu biết sâu sắc về đạo Hồi, thêm vào đó là sự khâm phục hơn là oán giận những người đã giam cầm mình. Raymond chưa từng xem người Hồi như là kẻ thù thực sự mà ngược lại là các láng giềng bình đẳng, dù vẫn cạnh tranh với sự quan tâm chung về thu hoạch, lượng mưa ít ỏi và thương mại. Vì những điều đó ngược lại người Hồi giáo cũng rất tôn trọng Raymond, xem ông ta như là người dũng cảm và khôn ngoan nhất trong số các thủ lĩnh quân La tinh. Nhưng khi xung đột xảy ra, ông ta không có nhiều cơ hội để cứu vãn vương quốc và nếu vua Guy nghe theo lời khuyên của ông ta thì đã có thể tránh được trận Hattin hoặc có thể chiến thắng.

## Lực lượng hai bên

### Lực lượng của Saladin
Những đạo quân Hồi Giáo trung cổ có sự tổ chức tốt hơn nếu so với các đạo quân Thậo tự chinh và trên một số phương diện như cấu trúc,chiến thuật, truyền thống thì gần giống với kiểu La Mã-Byzantine cổ xưa hoặc đế chế Ba Tư. Chiến tranh bùng nổ khắp nơi yêu cầu những người lính chuyên nghiệp dù những người tình nguyện vẫn đóng vai trò chủ đạo trong việc chống lại quân Thập tự. Việc sở hữu ngựa là một vinh dự trong xã hội Hồi giáo, cũng giống như ở châu Âu. Mặt khác các thành phần tinh hoa của đạo Hồi tập trung trong các đô thị ít nhất là từ thế kỷ thứ 9 chứ không phân tán khải rác trong các pháo đài như ở giới quý tộc Phương Tây. Những người lính bình thường thì cư sống bên trong các bức tường thành và một số cắm trại bên ngoài. Người Thổ và người Kurd là lực lượng chính trong quân đội thì khá thô lỗ nếu so sánh với xã hội của các Tiểu vương Ả rập trong vương triều Fatimid, còn cư dân đô thị thì xem họ như người man rợ nhưng cần thiết để bảo vệ các tuyến đường giao thông. Những người này xuất thân từ những gia đình quân nhân lâu đời nơi những người lính trẻ được trau dồi kĩ năng lãnh đạo cũng như các chiến thuật cần thiết từ những người thân trong gia đình. Không giống như những binh lính mamluk chuyên nghiệp có xuất thân nô lệ, những chiến binh tự do thường có các hoạt động khác như buôn bán trong thời bình. Một số leo lên những chức vụ cao trong quân đội, nhưng trong thời của Saladin thì hầu hết các lãnh đạo là nhưng chiến binh tự do hơn là lính nô lệ mamluk.
Các thành phần khác nhau trong quân đội Hồi giáo ở thế kỷ 12 không dễ để đánh giá,chẳng hạn như nguồn gốc xuất thân của các chỉ huy không nói lên được nhiều. Các đạo quân của Saladin phát triển từ nên móng quân đội của Zangid, và cũng giống như các tiểu quốc phân tán ra từ Đế chế của người Seljuq vào đầu thế kỉ 12, nó có sự quân sự hóa cao độ và có nền văn hóa, chính trị và tinh thần quân đội mang bản sắc phương đông. Lực lượng mà Nur al Din gửi đến Ai Cập vào năm 1169, khi ấy Saladin còn giữ chức sĩ quan tham mưu, gồm 6000 người Thổ, 2000 lính Kurd và một phần nhỏ gồm 500 Mamluk tinh nhuệ. Dựa vào đội quân này Saladin đã chiếm được Ai Cập vài năm sau đó. Lúc đầu ông ta giữ lại một số quan lại dưới triều Fatimid nhưng đã bị thay thế một thời gian ngắn sau đó.

## Diễn biến

### Buổi sáng

Movement of troops to the battle (Crusader Kingdom of Jerusalem in black and Muslim in green). Fontaine- (Spring). Djebel- (Mount). Tiberiade- (Tiberias). Lac de Tiberiade- (Lake Tiberias).

Bình minh ngày 4 tháng 7 đoàn quân cơ đốc thức dậy chuẩn bị khởi hành. Bá tước Raymond lại nắm tiền quân, bổ sung thêm quân từ Antioch. Quân Latin đã nhụt chí xong Saladin không cản trở quá trình chuẩn bị của họ, có lẽ ông ta không chắc họ sẽ cố gắng tiến về làng Hattin hay là tấn công liều chết về phái đóng quân của mình. Không rõ khi nào thì quân Hồi đốt khói của các đám cây bụi, có thể lúc trước khi quân địch chuẩn bị đội hình hoặc lúc bắt đầu giao tranh hoặc khi các đạo quân cơ đốc rút lui về vịnh Hattin. Những đống lửa này đã được Saladin cho chuẩn bị cẩn thận từ trước sắp xếp theo thứ tự khi quân địch tiến đến. Những đống lửa cuối cùng được đốt bởi quân tình nguyện, còn thay phiên nhau chuẩn bị đống củi là nhóm quân đặc biệt của Saladin, muttarpiya, tuy đông nhưng không trải qua huấn luyện. Quân Hồi cũng đầu độc nguồn nước ngầm từ nước hố đào từ đêm hôm trước.
Vài hiệp sĩ có kinh nghiệm phục vụ cho quân Hồi thúc dục vua Guy phải tấn công ngay vào vị trí của Saladin nhưng bị gạt bỏ, đoàn quân tiến thẳng về Hattin cách đó vài dặm đường. Tình hình xấu đến nỗi sáu hiệp sĩ và vài lính serjeant đã từ bỏ hàng ngũ và đầu quân cho Saladin đồng thời báo cho ông ta biết đấy là thời cơ thuận lợi để tấn công. trong số này có Baldwin de Fotina, Raulfus Bructus và Laudoicus de Tabaria. Lúc này Saladin tung quân trung tâm và có thể cả quân cánh trái của Gorbori tấn công. Quân dòng Đền chống trả và cánh quân tiên phong của Raymond cũng giao chiến với quân bên mạn phải của Taqi al Din đang chận đường. Sử gia duy nhất miêu tả cảnh quân thập tự sắp sửa phá được vòng vây là Ibn Khallikan khi viết trong tiểu sử về Gokbori và Taqi al Din, "cả hai vị tướng", ông ta viết, "đều cố gắng giữ trận địa trong lúc quân đội đang tan tác và rút lui. Binh lính sau đó biết rằng hai vị chỉ huy vẫn cố bám trụ quyết chiến bèn quay lại tấn công và cuối cùng người Hồi đã chiến thắng." Saladin cũng mất một tướng trẻ yêu của mình, một vị emir tên là Manguras ngay lúc bắt đầu giao tranh, ông này tham chiến bên cánh phải là thống chế xứ Hama dưới quyền Taqi al Din. Manguras vượt lên trước và giao chiến tay đôi với một hiệp sĩ vô địch nên ngã ngựa và bị chặt đầu. Các nguồn khác thì nói anh này bị bao vây và bị hạ bởi số đông.
Quân cơ đốc tấn công theo đội hình tiêu chuẩn với những hàng bộ binh gồm cả cung thủ nỏ thủ để bảo vệ kị binh. Kị binh đã đầy lùi đợt tấn công đầu tiên của Saladin nhưng lại mất nhiều ngựa chiến. Tệ hơn là bộ binh đã bị phá vỡ và một số chạy dạt về phía đông. Các nguồn Hồi giáo cũng đồng tình rằng các binh sĩ khát nước đã bỏ chạy về phía hồ Tiberius dù nơi này xa hơn nhiều so với suối Hattin. Các sử gia Cơ đốc lại viết rằng binh lính tìm nơi trú ẩn tại vịnh Hattin nhưng các nhà nghiên cứu hiện đại cho rằng họ không thể làm điều đó khi phải vượt qua đội quân của Saladin. Joshua Prawer,một chuyên gia về trận đánh thì cho rằng Saladin đã dùng toàn bộ lực lượng bao vây quân cơ đốc với cả cánh quân của Taqi al Din bên cánh trái và Gorbori bên cảnh phải còn lực lượng trung tâm của Saladin tấn công vào phía trái quân cơ đốc. Nhưng Saladin đóng trại ban đêm tại Lubia ở phía nam, và mục tiêu tối thượng của ông ta là ngăn quân cơ đốc tiếp cận với nguồn nước cả ở làng Hattin phía đông bắc hay về phía hồ Tiberius phía đông.
Lý giải hợp lý sẽ là Taqi al Din khóa đường đến Hattin bằng cách chốt tại cửa vịnh cho đến đồi Nimrin còn quân trung tâm của Saladin sẽ trải từ cửa vinh đến đồi Lubia để chận đường đến Tiberius trong khi quân đoàn của Gorbori sẽ đóng giữa đồi Lubia và núi Jabal Tur’an để chận đường rút lui về phía tây đến làng Touraan. Dựa lựng vào phía núi là chiến thuật phổ biến trong kỵ binh Thổ. Ngược lại thì đóng xung quanh một ngọn đồi trung tâm mới là chiến thuật đặc trưng của bộ binh. Rõ ràng Saladin lo ngại việc quân Latin có thể thoát về Tiberias nên ông ta ra quân lệnh bằng mọi giá phải chặn họ lại. Thế nên đợt tấn công đầu tiên của Raymond đã làm lỏng mối liên kết giữa Saladin và cánh quân của Taqi al Din. Nếu điều này xảy ra thì bọ binh đang bỏ chạy về phía đông có thể đến được hồ Tiberius vốn có thể nhìn thấy được phía bên phải của vịnh. Nếu muốn chặn đường đó Saladin sẽ cho quân tràn qua cánh phải. Trong cố gắng để lập tường phòng thủ vua GUy đã ra lệnh dừng quân hạ trại tuy nhiên tình cảnh quá rối loạn nên chỉ có 3 lều được lập gần chân núi đâu đó phía tây,tây nam gần Vịnh. Khói từ các đống cây bụi cũng phát huy hiệu quả, làm cay mắt quân cơ đốc và làm cơn khát nước thêm khô khát. Mùa này gió thổi từ hướng tây và quân muttawiya lợi dụng khi họ đốt lửa từ các khu đồi giữa Jabal Tur’an và Nimrin.Số quân Hồi xung quanh vịnh Hattin cũng phải chịu đựng khói này, nếu không lẽ tạo khoảng trống giữa Saladin và Taqi al Din.
Cùng lúc này Bá tước Raymond xứ Tripoli thực hiện cuộc tấn công mở đường máu để chạy về phía bắc và thoát được cảnh bị tiêu diệt hoàn toàn. Đây cũng không hẳn là hành động phản bội mà đúng hơn là ý định phá vỡ vòng vây và cố chạy về phía nguồn nước ở làng Hattin. Cuộc tấn công này có thể là mệnh lệnh của vua Guy. Một điều chắc chắn là Taqi al Din và đoàn quân thiên chiến của ông ta thay vì ngăn cản Raymond đã vòng sang một bên và cho phép người của Raymon chạy thoát qua khe núi. Một vài nhà nghiên cứu lại cho rằng những bộ giáp quá nặng của các hiệp sĩ có thể đã khiến họ bị động lực di chuyển kéo trượt xuống làng Hattin, điều này thật kì cục. Quân của Taqi al Din ngay lập tức vòng lại vị trí cũ và bịt ngay đỉnh khe núi khiến Raymond không thể quay ngược và tấn công ngược lên đỉnh dốc chật hẹp. Như vậy là Raymond không con đường nào khác là chạy thoát xuống các cánh đồng bên dưới về phía Wadi Hammam để đến hồ Tiberias hoặc chạy lên phía bắc thành Týros.
Trận địa của quân Cơ đốc giờ đây rối loạn hàng ngũ và phần lớn bộ binh đã chạy về phía vịnh Hattin và cho cụm lại ở khu vực phía bắc. Đây là điểm đáng chú ý vì khi Taqi al Din cho quân di chuyển lên đồi Nimrin để mở lối thoát cho Raymond thì ông ta đã nới lỏng hoặc để trống một ngõ phía nam vịnh Hattin giữa lực lượng của mình và Saladin. Có lẽ quân lính đã di chuyển theo hướng đông bắc để giúp cuộc đột kích của Ryamond hoặc đơn giản là họ chạy theo vì hy vọng có đường thoát thân. Nhưng lần này lối thoát đã bị bít lại nên họ đã bị dạt về phía mỏm phía bắc vịnh. Sĩ khí đã phá sản hoàn toàn và bộ binh tại mỏm phía bắc không chịu đến chiến đấu bên cạnh lực lượng kị binh lúc này vẫn còn đánh nhau dữ dội tại khu vực ba bãi cắm trại ở chân đồi. Vua Guy cũng ra lệnh, thậm chí các giáo trưởng van nài họ rằng họ phải bảo vệ Thánh Giá nhưng bộ binh trả lời: "Chúng tôi không xuống đó đâu vì chúng tôi quá khát, và chúng tôi sẽ không chiến đấu nữa". Khi đó thì đám ngựa chiến không được bảo vệ bị hạ bởi cung tên của quân địch và các hiệp sĩ phải chiến đấu trên mặt đất.
Đến nước này thì vu Guy chẳng thể làm gì ngoại việc ra lệnh cho các hiệp sĩ cố giữ vị trí ở khu vực phía nam vịnh. Lều trại của hoàng gia vốn đỏ chói dễ dàng nhìn thấy từ rất xa từ phía nam Vịnh. Thánh Giá thì bị mất trong đám loạn quân, có thể là bị chiếm bởi quân của Taqi al Din. Có nguồn nói rằng Taqi al Din sau khi cho Raymon thoát qua đã quay lại tấn công dữ dội, giáo trưởng xứ Acre người bảo vệ Thánh Giá bị giết, Thánh Giá sau đó được giáo trưởng xứ Lidde mang đi rồi cuối cùng lọt vào tay Taqi al Din. Vài nhà nghiên cứu lại cho rằng Thánh giá được khi giáo trưởng xứ Lidde mang chạy về phía nam Hattin và bị mất khi Taqi al Din tấn công. Dù như thế nào thì việc để mất thánh tích cũng làm sụp đổ tinh thần.
Người Hồi giờ đây tấn công vịnh Hattin từ mọi hướng, khu vực đồi dốc phía bắc và phía đông quá dốc cho kị binh dù có đường nhỏ lên từ phía bên kia mỏm phía bắc. Bộ binh Hồi tấn công vào bộ binh latin ở phía bắc hatiin vào đầu buổi chiều và số này nếu không chết, hoặc bị hất xuống vực buộc phải đầu hàng. Saladin lệnh cho Taqi al Din tấn công vào vị trí phòng thủ cuối cùng của các hiệp sĩ ở phía nam Vịnh. Việc này quá khó khăn dù không phải là không thể để kị binh tấn công lên các triền dốc phía nam và Saladin tự mình đảm đương luôn khu vực này. Vì vậy, có vẻ là trong khi bộ binh Hồi tấn công ở mỏm phía bắc thì Taqi al Din dẫn quân leo dọc theo sườn dốc thoai thoải ở phía tây để di chuyển vào trung tâm. Vì sự vận động này nên các hiệp sĩ vẫn còn ngựa đã tái lập nhóm, có lẽ ở khu vực bình nguyên rộng và thực hiện được những đợt phản kích mãnh liệt. Một trong số họ thúc ngựa đến được gần vị trí của Saladin và thét lên "cút đi với quỷ dữ". Có lẽ các hiệp sĩ cơ đốc vẫn hy vọng cố giết được Saladin để nắm lấy chiến thắng trong giây phút cuối cùng. Nếu quân cơ đốc đến được gần như vậy thì có lẽ lúc này trung tâm lực lượng Hồi đã di chuyển về phía tây nam khu vịnh. Hai lần quân Hồi tấn công ngược sườn đồi và cuối cùng giành được quyền kiểm soát khu vực yên ngựa giữa các mỏm đèo. Al Afdal trẻ tuổi đi bên cánh phải cha mình hét lên "chúng ta đã chinh phục được họ". Nhưng Saladin trả lời: "Im lặng. Chúng ta sẽ chưa đánh bại họ cho đến khi trại cuối cùng bị phá vỡ". Ngay khi ông quay sang thúc kị binh tìm đường lên đỉnh phía nam thì người nào đó đã cắt được dây thừng và trại chính của vua Guy sụp đổ.
Điều đó, đúng như lời Saladin dự kiến, là dấu hiệu kết thúc trận đánh. Quân cơ đốc kiệt sức quăng mình nằm trên đất và để bị bắt giữ không chống cự. Một số lớn hiệp sĩ trang bị tốt bị giết hoặc bị thương còn số ngựa bị mất và tổn thất của bộ binh còn cao hơn nữa. Không có thông tin về diễn biến canh quân bên trái của Gorbori vào giai đoạn cuối trận đánh. Quân đoàn này có lẽ không tham dự trận đánh khi quân Cơ đốc bị bao vây hoàn toàn bởi cánh quân của Saladinv và Taqi al Din. Bên cạnh đó thì một số hiệp sĩ ở hậu quân bao gồm cả Balian d’Ibelin, thoát được ở cuối trận đánh. Reginald xứ Siddon cũng thoát được vào lúc ấy. Điều này có thể cho thấy một số điểm bất cẩn trong cách dùng quân của Gorbori nhưng các sử gia Hồi giáo thường lờ đi vì không muốn phủ bóng mờ lên chiến thắng huy hoàng.

### Buổi chiều
Trong số những người bị bắt giữ có cả vua Guy, em của ông ta Geoffrey de Lusignan, đại quan Connetable là Amalric de Lusignan, Marquis William de Montferrat, Reynald xứ Chatillon, Humphrey de Toron, chỉ huy dòng Đền, chỉ huy dòng Cứu Thế, giáo trưởng xứ Lidde và nhiều lãnh chúa địa phương khác. Hầu hết các chỉ huy của vương quốc ngoại trừ bá tước Raymond, Balian d’Ibelin và Joscelyn de Courtnay đã rơi vào tay Saladin. Rộng lượng tỏ ra hào hiệp sau chiến thắng oai hùng, vị Sultan sai mang cho vua Guy một li nước ngọt mát lạnh. Nhưng sau khi uống vua Guy lại chuyển ly cho Reynald xứ Chatillon, người mà Saladin đã thề lấy mạng. Theo phong tục của người Ả rập thì nếu một người được nhận thức ăn và nước uống từ người bắt giữ mình thì anh ta sẽ được vô hại. "Nước uống được chuyển cho tên tội phạm này mà chưa có sự đồng ý của ta", vị Sultan quan sát thấy "như vậy phép miễn tội của ta cũng không dành cho hắn". Reynald biết ngày tàn của mình đã tới nên trả lời các câu hỏi của Saladin với thái độ kiêu căng khiến vị Sultan không còn giữ được sự kiên nhẫn. Hoặc đích thân Saladin giết chết Reynold tại chỗ hoặc ông ta đã ra lệnh cắt đầu lãnh chúa vùng Oultrejordain. Saladin sau đó dùng tay nhúng máu kẻ thù rồi quét lên mặt mình như là dấu hiệu ông ta đã thực hiện việc báo thù. Không ngạc nhiên gì là những kẻ bị bắt còn lại hết sức kinh hoảng nhưng sau các hành động mang tính biểu trưng như thế của Saladin,họ biết họ đã được an toàn. kẻ thắng và kẻ chiến bại nghĩ đêm tại chiến trường và sáng hôm sau ngày 5 tháng 7, Saladin chuyển quân về thành Tiberius nơi mà nữ bá tước Eschiva cũng đã đầu hàng.
Tất cả các lính Turcopoles bị giết hay tại trận vì phản bội niềm tin của đạo Hồi. Phần còn lại của tù nhân được chuyển đến Damas vào ngày 6 tháng 7 nơi mà Saladin ra một quyết định gây ảnh hưởng đến danh tiếng nhân đạo của mình. Các hiệp sĩ dòng Đền và Cứu tế được lựa chọn hoặc cải sang đạo Hồi hoặc bị xẻo thịt. Cải đạo dưới sự đe dọa là ngược lại với luật Hồi giáo nhưng Saladin có vẻ thấy rằng để nhưng thủ lĩnh quân sự này, vốn sùng đạo và lập thệ bằng máu này tồn tại là quá nguy hiểm, hơn 230 người đã bị giết chết. Một số thì chấp nhận cải đạo và một người thuộc dòng Đền gốc Tây Ban Nha sau này đã trở thành chỉ huy pháo đài tại Damascus vào năm 1229. Nếu sống sót sau trận Hattin thì ông này quả là người rất cao tuổi. Một số hiệp sĩ và chỉ huy được nộp tiền chuộc thân còn hầu hết bộ binh phải trở thành nô lệ.
Có lẽ khoảng 3000 quân La tinh thoát được ở trận Hattin và chạy dạt vào các pháo đài hay khu làng xung quanh đó. Một thời gian sau Saladin cho xây dựng phía nam mỏm Hattin một đài ghi công Qubbat al Nasr, Vòm Chiến Thắng nhưng ngày nay không còn lại gì dù phần móng của nó gần đây đã được khai quật. Lính Hồi tử trận được hỏa thiêu trong dnah dự nhưng không rõ địa điểm ở đâu. Một vị trí có khả năng là khu mộ táng Hồi giáo Shaykh al Lika ("Trận chiến của người xưa") ở phía tây bắc Vịnh nhìn về suối Hattin.

## Sau khi trận đánh kết thúc

### Vây hãm Jerusalem

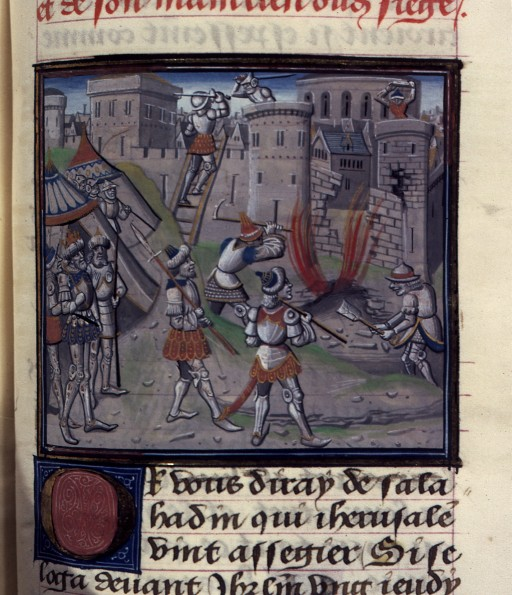
Jerusalem bị vây, minh họa từ tác phẩm Historia của Guillaume de Tyr

Đến Jerusalem vào trước 20 tháng 9, Saladin và các công binh có thời gian nghiên cứu tường thành ở đây trong lúc quân đội lập trại. Bình minh ngày hôm sau họ tấn công góc tây bắc của tường thành khoảng giữa hai cổng Bab Yafa và Bab Dimashq. Cả hai bên đều hò reo xông trận và tên bắn xối xả về phía quân thủ thành. Tất cả các thầy y trong thành phố được trưng dụng để nhổ tên từ những người chết hay bị thương. Tác giả khuyết danh của cuốn De Expugnationae Terrae Sanctae kể lại rằng mình bị tên bắn trúng ngay sống mũi và rằng "đầu kim loại của nó còn ở đó mãi về sau". Nhiều loại máy bắn đá thi nhau bắn phá công, tường và tháp canh trong khi công binh của quân Cơ đốc ở hai tháp David và Tancred cố gắng bắn trả. Quân phòng ngự cũng chiến đấu điên cuồng và đôi lần xông ra phản kích phá khí khí tài và đẩy lính của Saladin về vị trí doanh trại. Một số phần phòng thủ bị bắn phá dữ dội bởi các máy bắn đá nhưng vẫn chưa đủ để mở một lỗ thủng. Hai bên giằng co nhau suốt năm ngày trời. Ánh nắng buổi sáng ngược về phía quân tấn công mang lại chút lợi thế cho phe phòng ngự nhưng vào buổi chiều tình thế ngược lại. Công binh Hồi thậm chí còn dùng máy mangonels bắn cát theo chiều gió để thổi vào mắt quân phòng ngự giúp cho các đội tấn công chiếm tường thành. Quân Hồi chịu tổn thất lớn, mất vị Emir Izz al Din Isa, người sở hữu lâu đài tuyệt đẹp Jabar nhìn xuống dòn sông Euphrates ở phía bắc Syria.
Đến ngày 25, Saladin nhận thấy quân mình không đạt được tiến triển gì ở bức tường phía tây nên cho cuộc tấn công dừng lại. Các máy ném đá được tháo dỡ, lều bạt được căng lên và quân đội rút về bên kia khu đồi. Có lúc quân phòng thủ tưởng cuộc vây hãm đã kết thúc xong vào ngày 26 quân Hồi tái xuất hiện ở phía bắc thành phố. Vì trông tầm cảnh giác của quân canh nên lính Hồi lập tức dựng hàng rào zaribas từ những cây ô liu đốn gần đó để bảo vệ vị trí của mình. Từ đây họ tấn công khu vực tường thành phía bắc cũng như một số vị trí phía bắc của tường phía đông. Nỗ lực chính nhằm vào khu vực Bab Dimashq,một điểm yếu cố hữu của tường thành ở đây nhưng một phần vị trí này lại có hai lớp tường thành kéo dài từ phía đông cửa Bab Sahirah. Vẫn còn có một lối nhỏ để thâm nhập ở khu vực phía đông bắc dọc theo các bức tường đủ chỗ cho một đội đột kích nhưng quá khó khăn vì kẹp giữa tường thành đôi.
Khoảng 40 máy ném đá dựng dựng lên để bắn đá và cầu lửa Hy Lạp. Có ít nhất một máy bắn đá đời mới mạnh hơn dùng đối trọng mà theo cận vệ của Balian d’Ibelin’s là Ernoul thì nó bắn tường thành ba lần mỗi ngày đến nỗi công binh Hồi phải làm cái mới khác. Ngày hôm sau Saladin tung ra ba tiểu đoàn công binh được trang bị giáp, họ dùng khiên để che chắn và được cung thủ bắn tên lửa hỗ trợ. Khi đến được hào thành họ bắt đầu phá hủy chân đế của tường thành. Những khí tài phức tạp được dựng lên tại chỗ, một số được che bằng tấp lợp gỗ chắc chắn, bên dưới đó các thợ công binh Hồi đào đứt phần móng tường. Một đường hầm đào trong hai ngày dài hơn 30m được chống bằng gỗ sau đó được đốt bỏ đã làm sập một mảng lớn tường thành vào ngày 29 tháng 9. Để đề phòng những cuộc phản kích từ cổng Bab Dimashq Saladin để một lực lượng lớn quân thiết kị túc trực sẵn sàng. Quân thủ thành thì bị mưa tên lửa ngăn cản việc họ bắn hạ công binh đối phương còn đạn từ các máy bắn đá rơi xuống khiến họ không thể gia cố chống lại đường hầm. Như vậy là không tồn tại cái gọi là mỏ đá của Solomon ở khu tường phía bắc giữa cổng Bab Dimashq và Bab Sahirah vì nếu công binh Hồi có thể đào hầm bên dưới thành phố thì họ đã làm việc mà chẳng bị trừng phạt gì.

### Jerusalem thất thủ
Một cuộc phản công tuyệt vọng của tất cả quân Jerusalem với những ai còn ngựa và khí giới qua cổng Bab Ariha nhưng cũng không rõ tại sao họ lại chọn cổng này vì nó dẫn ra lối đi dốc xuống thung lũng Kidron. Có lẽ họ hy vọng băng được qua thung lũng để tấn công vào vị trí chỉ huy của Saladin ở núi Olives đối diện. Cũng có thể họ cố theo lối vòng dưới tường thành để đến tháp Laqlaq để đánh vào sườn quân Hồi. Dù ý định là gì thì nó cũng bị nghiền nát bởi quân thiết kị của Saladin.
Về phía 60.000 dân trong thành, kể cả người lánh nạn lẫn người Latin, người Syria-Jacobite, dân Chính thống giáo có nhiều ý kiến khác nhau nên và không nên làm gì lúc này. Giáo trưởng Heraclius và các lãnh chúa hứa thưởng 5000 đồng ‘bezants’, một số tiền khổng lồ và cấp khí giới cho mỗi đội 50 lính kị serjeant để phòng thủ lỗ hổng ở tường thành chỉ trong một đêm. Không ai chịu đồng ý vì rõ ràng là cuộc tấn công quyết định của Saladin đã đến gần. Mặc khác, một số đại diện công dân muốn tiến hành cuộc tấn công tự sát vào ban đêm thà chết trên chiến trận còn hơn chịu thảm sát trong các bức tường thành. Nhưng Heraclius khuyên cản họ, nhấn mạnh rằng việc hy sinh như vậy giúp họ được lên thiên đường nhưng cũng sẽ bỏ mặc phụ nữ và trẻ em ngược lại truyền thống Cơ đốc giáo.

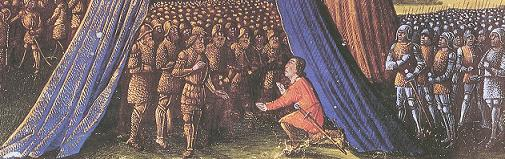
Balian de Ibelin đem toàn bộ quân dân trong thành Jerusalem ra đầu hàng Saladin, từ tác phẩm Les Passages faits Outremer par les Français contre les Turcs et autres Sarrasins et Maures outremarins, khoảng năm 1490

Vào ngày 30 tháng 9, Balian d’Ibelin với tư cách cá nhân là bạn của Saladin được cử đến để gặp Saladin lúc ông này đang tiếp kiến các cộng đồng Thiên chúa không phải người Latin ở thành Jerusalem. Mối quan hệ giữa người Latinh và người Syria chưa bao giờ tốt đẹp và giờ đây đối với người Chính thống giáo cũng thế. Joseph Batit, một phụ tá thân cận của Saladin là người Chính thống giáo sinh ra tại Jerusalem đang thương thuyết với các đạo hữu để mở một công ra ở phía đông bắc nơi có đông cộng đồng này sinh sống.
Cuộc thương thuyết của Baliant khó khăn nhưng không kéo dài. Hai lần ông này xin tiếp kiến đều bị từ chối trong khi đó một cuộc tấn công của quân Hồi vào lỗ hổng bị đẩy lùi. Ngày hôm sau Balian trở lại thì được tin Saladin đang bàn bạc với các quan emir và cố vấn tôn giáo của mình. Có nên vùi dập thành phố Thánh và tàn sát những người phòng thủ như chính họ đã làm với người Hồi và Do Thái vào năm 1099? Saladin nhắc nhở Balian cách để đầu hàng trong danh dự tránh như cách mà phái đoàn của Jerusalem đã bị từ chối trong kinh miệt bên ngoài thành Ashkelon. Ông ta cũng nhấn mạnh đã thề sẽ đoạt cho kì được Jerusalem và mình luôn là người biết giữ lời.

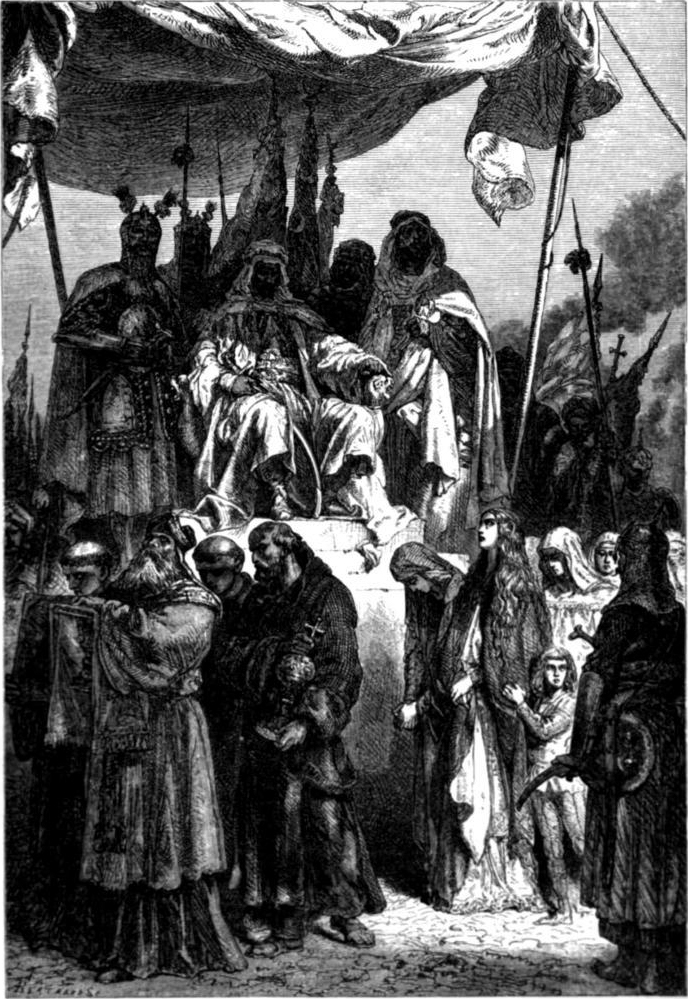
Saladin và Kitô hữu

Có lẽ tin rằng nếu tỏ ra yếu đuối sẽ làm tình hình tệ hơn nên Balian cũng dọa rằng nếu cần thiết quân trong thành có thể tự tay giết chết gia đình mình, giết gia súc và cả 5000 tù nhân Hồi vẫn năm trong tay họ, phá hủy vật báu, hủy luôn Vòm Vàng và Giáo đường Aqsa, một trong những công trình thiêng liêng của đạo Hồi, và sẽ liều chết tấn công "như thế chúng tôi sẽ chết vinh quang hay chiến đấu như hiệp sĩ". Dù lời đe dọa này nói lên sự cuồng tín của những hiệp sĩ thập tự chinh thứ nhất còn ở trong thành hay là một canh bạc tuyệt vọng thì cũng không ai biết được. Nhưng có vẻ như cả Saladin và thuộc cấp không ai muôn tiến hành thảm sát như vào năm 1099. Thay vào đó đề nghị đầu hàng trong hòa bình được chấp thuận vào ngày 2 tháng 10, ngày mà cờ hiệu của Saladin tung bay trên thành Jerusalem và các vị Emir tin cẩn chốt đóng ở từng cổng thành.
Người Cơ đốc không phải La tinh có thể ở lại nhưng những kẻ xâm lăng Thập tự phải ra đi. Mỗi người phải nộp 10 đồng dinar, phụ nữ 5 đồng và trẻ em 1 đồng. Tổng số 30.000 bezant được phân phát cho 7000 người nghèo không thể tự nộp tiền chuộc thân. Các chỉ huy quân đội rõ ràng không vui vì việc đem của cải của mình cấp cho người nghèo chuộc thân nên cũng có nghi ngờ rằng làm thế nào Heraclius có thể thuyết phục bọn họ. Người La tinh cố mang tất cả tài sản có thể mang đi nhưng phần nhiều được bán trong các chợ suq al askar vốn luôn đi theo đội quân của Saladin. Đến ngày thứ 40 vẫn còn nhiều người nghèo mắc kẹt vì không có tiền chuộc thân. Trong khi những người Cơ đốc giàu có chất đầy của cải lên đường đi đến bờ biển. Saladin tự mình trả tiền chuộc thân cho rất nhiều người nghèo. Các vị emir của Saladin phẫn nộ vì tư cách của bọn Cơ đốc giàu có nên thuyết phục Saladin tịch thu toàn bộ của cải bên ngoài cổng Bab Yafa. Saladin từ chối phá vỡ hiệp ước nhưng vẫn còn tới hơn 15.000 người mắc kẹt khi thời hạn chết đến.
Vài quý bà của Vương quốc cũng được tìm thấy trong thành phố. Sibylla, vợ của vua Guy bị bắt giữ và bị chuyển về gặp ông này ở thành phố Neapolis. Stephanie, vợ góa của Reynald de Chatillon, được đề nghị nhận lại con trai bị bắt trong trận Hattin đổi lấy sự đầu hàng của hai pháo đài Krak và Montreal. Khi Hai nơi này từ chối bà ta đã gửi con trai lại cho Saladin và như tự ái với hành động này Saladin cho phép bà ta nhận lại con mình. Trước khi các khoảng chuộc được trả hết thì người Hồi đã trở lại thành phố Thánh để cải đạo cho nó. Nhiệm vụ đầu tiên của họ là phải làm sạch rất nhiều công trình để thích hợp cho việc thờ phụng trở lại. Vào ngày 9 tháng 10 năm 1187, Saladin và nhiều sức sắc tôn giáo tiến vào Jerusalem để làm lễ cầu nguyện salat tại Thánh đường Al Aqsa. Các công trình lớn được tái phân phát trong khi phần lâu đài từng được sử dụng bởi Thượng phụ Heraclius của Jerusalem được giao cho các sufi để làm nhà nguyện. Trụ sở của dòng Cứu Thế được dùng làm trường đại học tôn giáo trong khi phần lớn các nhà thờ được chuyển sang các khu vực Kitô.

## Đánh giá
Các sự kiện của năm 1187 làm chấn động cả châu Âu, việc để mất Jerusalem trở thành nỗi hổ thẹn đối với toàn thể người Cơ đốc. Vào ngày 20 tháng 10, Giáo hoàng Urbanô III qua đời. Chín ngày sau, người kế nhiệm là Grêgôriô VIII viết thư thúc dục tín đồ giành lại vùng đất bị mất và làm phát sinh đợt Thập tự chinh lần thứ ba. Tuy nhiên vào 19 tháng 12, Giáo hoàng Grêgôriô lại qua đời. Trong lúc này thì việc thất bại tại Týros là một thảm họa đối với Saladin, nó cung cấp căn cứ tuyệt vời cho đợt Thập tự chinh lần 3 để chiếm lại một phần Vương quốc vào năm 1191. Dù được khôi phục thì Vương quốc cũng không thể như trước được nữa. Trận Hattin đã phá hủy cấu trúc phong kiến và nền móng vương triều của nó mãi mãi. Ảnh hưởng của người Tây Âu vào vương quyền cũng tăng mau chóng.
Về phía người Hồi thì việc giải phóng Jerusalem đã nâng cao uy thế của Saladin lên tột bậc. Trong cơn phấn khích nhiệt tình một đoàn bôn đã thực hiện lộ trình đầu tiên đến Cairo theo tuyến đường duyên hải, lần đầu tiên sau 78 năm mà không phải chịu đóng lệ phí.

## Liến kết ngoài
- Excerpt from the Chronicle of Ernoul Lưu trữ ngày 14 tháng 8 năm 2014 tại Wayback Machine at Internet Medieval Sourcebook
- De Re Militari: The Society for Medieval Military History